# Genyophryne thomsoni
Genyophryne thomsoni är en groddjursart som beskrevs av George Albert Boulenger 1890. Genyophryne thomsoni ingår i släktet Genyophryne och familjen Microhylidae. IUCN kategoriserar arten globalt som livskraftig. Inga underarter finns listade i Catalogue of Life.